# William Gershom Collingwood
William Gersom Collingwood, född 6 augusti 1854 i Liverpool, död 1 oktober 1932, var en brittisk författare och konstnär, far till R.G. Collingwood. 
Collingwood, som var professor i de sköna konsterna vid University of Reading, kom 1872 till University College, Oxford, där han träffade John Ruskin, vars assistent han senare blev. 
Collingwood utbildades vid Slade School of Art mellan 1876 och 1878. Han ställde ut på Royal Academy 1880.